# Vincentia bingervillensis
Vincentia bingervillensis là một loài bọ cánh cứng trong họ Cerambycidae.